# Река не течёт вспять
«Река не течёт вспять» (англ. River of No Return) — американский фильм 1954 года в жанре вестерн и приключенческий экшн режиссёра Отто Преминджера. Главные роли исполнили Роберт Митчем и Мэрилин Монро.

## Сюжет
Действие фильма разворачивается на северо-западе США в 1875 году. Главный герой, молчаливый вдовец Мэтт Колдер (Роберт Митчем), недавно освободился из тюрьмы, где отбывал наказание за убийство человека, совершённое при защите другого. Он прибывает в палаточный городок, возникший на волне золотой лихорадки, чтобы найти своего девятилетнего сына Марка (Томми Реттиг). Человек, доставивший Марка в городок по указанию Мэтта, вскоре бросил его. Мужчина находит сына у певицы кабаре Кей (Мэрилин Монро). Мэтт обещает сыну, что они начнут новую жизнь, наполненную охотой, рыбалкой и фермерством на их уединённом хуторе.
Жених Кей, азартный игрок Гарри Уэстон (Рори Кэлхун), сообщает ей, что им нужно отправиться в городок Каунсил-Сити, чтобы зарегистрировать права на золотую шахту, которую он выиграл в карточной игре. Они пускаются в путь по реке на плоту. Однако, оказавшись в опасной ситуации на порогах рядом с фермой Колдера, их спасают Мэтт и Марк. Гарри предлагает «купить» у Мэтта его ружьё и лошадь, чтобы добраться до Каунсил-Сити по суше, обещая заплатить за них по возвращении, что больше похоже на завуалированную угрозу кражи. Когда Мэтт отказывается, мотивируя это тем, что оружие необходимо ему для защиты, Гарри оглушает его и крадёт и лошадь, и ружьё. Кей решает остаться с Мэттом и Марком, чтобы позаботиться о них, на что Гарри соглашается, рассчитывая, что без неё он доберётся быстрее.
Когда враждебные индейцы нападают на ферму, Мэтт, Марк и Кей вынуждены бежать на плоту Гарри вниз по реке. Ночью, остановившись у берега, Мэтт и Кей спорят о том, стоит ли продолжать погоню за Гарри. Мэтт задаётся вопросом, почему Кей хочет выйти замуж за человека, который подверг опасности ребёнка. В ответ Кей напоминает, что Гарри, в отличие от Мэтта, никогда не убивал человека. Их разговор подслушивает Марк, и Мэтту приходится объяснить сыну, почему он был вынужден убить. Однако мальчику сложно понять поступок отца.
Продолжая путь по реке, Кей постепенно начинает ценить смелость Мэтта и его заботливое отношение к ней и Марку. На своём пути они сталкиваются с множеством трудностей: опасными порогами, холодной ночной сыростью, нападением горного льва, а также с золотоискателями Сэмом Бенсоном и Дэйвом Колби, которые ищут Гарри, укравшего их участок. Их приключения осложняются встречей со второй индейской военной группой.
Наконец, трое достигают Каунсил-Сити, где происходит финальная встреча с Гарри. Тот пытается застрелить Мэтта, но Марк, находясь в оружейном магазине, стреляет в Гарри со спины из винтовки, которую осматривал. Этот момент помогает Марку осознать, почему отец однажды был вынужден поступить так же.
После этого Кей устраивается певицей в местный салун. Во время её выступления туда заходит Мэтт, подхватывает её на руки и уносит, чтобы она присоединилась к нему и Марку на ферме. Кей радостно соглашается. В последней сцене она выбрасывает свои туфли на высоком каблуке с повозки прямо на улицу, символически прощаясь со своим прошлым.

## В ролях
| Актёр          | Роль         |
| -------------- | ------------ |
| Роберт Митчем  | Мэтт Колдер  |
| Мэрилин Монро  | Кей Уэстон   |
| Рори Кэлхун    | Гарри Уэстон |
| Томми Реттиг   | Марк Колдер  |
| Марвин Вье     | Дэйв Колби   |
| Дуглас Спенсер | Сэм Бенсон   |
| Дон Беддоу     | Бен          |

## Производство и релиз

### Пре-продакшн
В 1953 году Отто Преминджер готовился к премьере своего фильма «Синяя луна», когда исполнительный директор студии 20th Century Fox Дэррил Занук поручил ему режиссировать этот фильм в рамках его контракта со студией. Продюсер Стэнли Рубин, ранее уже имевший опыт работы с вестернами, хотел, чтобы Уильям Веллман, Рауль Уолш или Генри Кинг руководили фильмом, и его беспокоил тот факт, что Преминджер, который, по его мнению, лучше подходил для нуарной мелодрамы или эксцентричной комедии, не сможет справиться с поставленной задачей. Сам Преминджер не был заинтересован проектом, пока не прочитал сценарий и не увидел в этой истории потенциал. Он также одобрил Роберта Митчема и Мэрилин Монро, которые уже были выбраны на главные роли.
Занук решил, что фильм нужно снимать в новейшем на тот момент широкоэкранном формате CinemaScope, и соответственно увеличил бюджет. Снимать решили в Канаде, для натурных съёмок были выбраны город Банф, национальный парк Джаспер, озеро Луиза в Альберте и река Салмон в Айдахо, на которой по сюжету и происходит действие фильма. Режиссёр Преминджер и продюсер Рубин прилетали в эти места чтобы осмотреть их. За время пребывания там, Рубин хорошо поладил с режиссёром и почувствовал, что Преминджер не рассматривает фильм как договорное обязательство, а действительно заинтересован в его реализации.
На подготовку к съёмкам ушло 12 недель, в течение которых Монро репетировала и записывала музыкальные номера, а на натурные съёмки было выделено сорок пять дней.
Костюмы для Монро разработал её постоянный дизайнер Травилла, хореографию поставил Джек Коул а Кен Дерби и Лайонел Ньюман выступили авторами песен для фильма.

### Съёмки
Актёры и съёмочная группа отправились в Калгари в конце июня 1953 года. Оттуда они на специальном поезде ехали в отель Банф-Спрингс, который служил им базой во время съёмок в Канаде.
Монро сопровождала Наташа Лайтесс, её педагог по актёрскому мастерству.  Преминджер конфликтовал с ней с самого начала, так как она давала актрисе противоположные его указаниям наставления, заставляя её произносить каждый слог каждого слова с преувеличенным акцентом. Не выдержав, Преминджер позвонил Рубину в Лос-Анджелес и настоял на том, чтобы Лайтесс не допускали на съёмочную площадку, но когда продюсер выполнил его требование, Монро напрямую позвонила Зануку и заявила, что не сможет сниматься, пока её педагога не вернут. Занук посочувствовал Преминджеру, но поскольку актриса приносила студии огромные деньги, выполнил её просьбу. Возмущенный этим решением режиссёр направил свой гнев на Монро до конца съёмок.
Мэрилин Монро и Роберт Митчем сами выполняли большинство трюков в фильме. Во время съёмок часто шли дожди, Митчем постоянно находился в состоянии алкогольного опьянения, а Мэрилин Монро даже чуть не утонула, потянув связку в лодыжке. Из-за этой травмы актриса не могла сниматься неделю, и ей наложили гипс. Актёр Томми Реттиг казался единственным утешением режиссёра, который уважал профессионализм Реттига и ценил взаимопонимание, которое у него сложилось с Монро, что часто помогало ей сохранять спокойствие. Когда Лайтесс делала замечания по поводу игры Реттига, то подорвала его уверенность в себе. Преминджер рассказал об этом актёрам и съемочной группе, и был рад обнаружить, что они наконец начали поддерживать его в усилиях по её удалению со съёмочной площадки.
Не обошлось на съёмках и без забавных ситуаций. Как-то в один день после съёмок Мэрилин делали массаж в её трейлере, и несколько членов съёмочной группы решили подшутить над ней. Один из шутников попросил юного ассистента режиссёра (ему было тогда всего 17 лет) — зайти в её трейлер и передать ей сообщение. «Ты не стучись, — напутствовал шутник парня. — Просто заходи внутрь. Она это любит». Парнишка сделал так, как ему велели. Он открыл дверь, а там Мэрилин Монро лежит на массажном столе совершенно голая, ожидая массажистку. Увидев вошедшего, она совершенно хладнокровно спросила покрасневшего до ушей парнишку: «Они велели вам сделать так?» Он ответил: «Да, мэм». Тогда она сказала: «Ладно. Войди, закрой дверь и посиди вон там минут двадцать. Посмеемся над ними сами».
В начале сентября съёмки переместились в Лос-Анджелес для работы над внутренними сценами и крупными планами. Сцены в реке были сняты в резервуаре, тогда как дублеры использовались в общих планах, снятых в Айдахо, в настоящей реке невозврата, реке Салмон. Монро была на костылях, и Преминджеру приходилось работать с ней дольше всего. Несмотря на частые разногласия с Рубином, Преминджер завершил работу над фильмом 29 сентября в срок и в рамках бюджета.

### Пост-продакшн
Во время пост-продакшна Преминджер уехал в Европу, поэтому пришлось срочно вызывать Жана Негулеско, чтобы он переснял некоторые сцены. Позже продюсер Стэнли Рубин всё же сказал, что хоть Отто Преминджер и отличный режиссёр, но для съёмок данного фильма он не подходил. С его мнением согласились и СМИ, которые отметили, что режиссёру не удалось прочувствовать западную ауру, он проигнорировал ключевые элементы сюжета и небрежно поставил последовательность действий, оставив их постановочными и статичными. В некоторых случаях студийные и натурные кадры не совпадали.
Опыт работы над фильмом также закончился расторжением контракта между Преминджером и киностудией 20th Century Fox, который заплатил им 150 000 долларов неустойки. Режиссёр был крайне недоволен тем, что должен был браться за работу над любым фильмом, который ему навязывала студия.
В последующие годы Монро назвала этот фильм одним из худших в своей карьере, а Преминджер в свою очередь негативно отзывался о ней в многочисленных интервью. Лишь в январе 1980 года в интервью New York Daily News он сказал: «Хотя у Монро не было актёрского таланта, она очень старалась, а когда люди очень стараются, на них нельзя злиться».

### Релиз и кассовые сборы
Мировая премьера фильма состоялась в Денвере, Колорадо, 29 апреля 1954 года, а в кинотеатрах США фильм начал идти с 30 апреля.
При бюджете в 2 миллиона долларов, фильм собрал в прокате 4 миллиона, принеся студии 20th Century Fox прибыль в размере 2 миллионов долларов.

## Саундтрек
| Песня                     | В исполнении  | Примечания         |
| ------------------------- | ------------- | ------------------ |
| «One Silver Dollar»       | Мэрилин Монро | –                  |
| «I'm Gonna File My Claim» | Мэрилин Монро | –                  |
| «Down in the Meadow»      | Мэрилин Монро | Исполнена два раза |
| «River of No Return»      | Мэрилин Монро | –                  |

## Восприятие
Известный критик из The New York Times Босли Краузер писал:
Это спорный вопрос, что действительно является главным украшением фильма: декорации или Мэрилин Монро? Горный пейзаж впечатляет, но от мисс Монро невозможно оторвать взгляд! Покровители красоты, если конечно таковые имеются, будут озадачены тем, что же в фильме прекраснее: красота Монро или невероятные пейзажи? Сценарист Фрэнк Фентон сделал всё возможное, чтобы добиться достаточно равного баланса между природой и мисс Монро... И к этому нельзя относиться слишком легкомысленно, потому что режиссёр Отто Преминджер воплотил все величие и угрозу этих чудес на завораживающем экране CinemaScope. Отвратительная череда порогов, взбитых в кипящую пену, представляет собой демонстрацию буйства природы, которое не может не действовать на нервы зрителю. Плот, кувыркающийся через эти пороги, является настоящим зрелищем, а макеты пейзажей Скалистых гор тоже красивы по цвету. Но внимание мистера Митчема и публики направлено на мисс Монро благодаря её частому и либеральному позированию в полных и значительных видах.
В своём обзоре на фильм Variety написали следующее:
Конкуренция между живописным великолепием национальных парков Джаспер и Банф и развлекательными ценностями показывает, что первый немного преобладает по достоинству. В промежутках между яркими моментами режиссёрский темп Отто Преминджера склонен отставать, поэтому хронометраж фильма кажется слишком долгим.
Французский критик Андре Брюнелен при выходе фильма на экраны писал:
Мэрилин Монро исполняет номер стриптиза протяжённостью в целый фильм.
Другой французский критик, Франсуа Трюффо, так высказался о фильме:
Будучи в руках прекрасного режиссера, создателя фильма «Синяя луна», Мэрилин впервые играет и впервые поёт. Ведь в очаровательной «Ниагаре» её пение, в сущности, было только шёпотом, а игра — пародией.
Современные критики из Film4 назвали его «неоднозначной драмой, которая больше обязана своим великолепным декорациям и музыкальным номерам, чем чему-либо еще. Сюжет скучный, но Монро на пике своей карьеры более чем приятна для глаз. Несмотря на красивые пейзажи и время от времени мелькающую напряжённость, здесь мало что происходит. Действительно, мелкая река».
TV Guide оценил его на 3,2 балла из четырёх возможных, назвав его «простым, очаровательным и красиво снятым фильмом, благословенным прекрасным исполнением и отличной командной работой Роберта Митчема и Мэрилин Монро» и «приятным, увлекательным маленьким вестерном, который никогда не надоест».